# 하수빈
하수빈 (河琇彬, Lisa Ha, 1973년 5월 3일~)은 대한민국의 가수이자 작사가, 작곡가, 프로듀서, 해외건축디자인 경영인이다. 1992년 1집 Lisa in Love < 리사 인 러브>로 19세에 데뷔하여 청순 가련형의 대명사로, 여성 싱어송라이터로 대중에게 많은 사랑을 받았다.
그동안은 음악 프로듀서, 조형미술, 해외건축 디자인, 패션 컬렉션, 문학 등 다채로운 예술 장르에서 그 역량을 표현하고 있었으나, 천부적으로 섬세한 감성은 그녀를 다시 음악으로 선회하게 만들었고, 다시 음악적 창작의 세계로 그녀를 이끌었다. 무에서 하나의 세계를 창조하는 음악가에게도 가장 순수한 세계어는 바로 음악이라는 사실이다. 어느덧 그녀는 음악, 문학, 건축, 디자인 등 종합예술의 세계로 좀 더 대중과 가까이 호흡하고 있다.

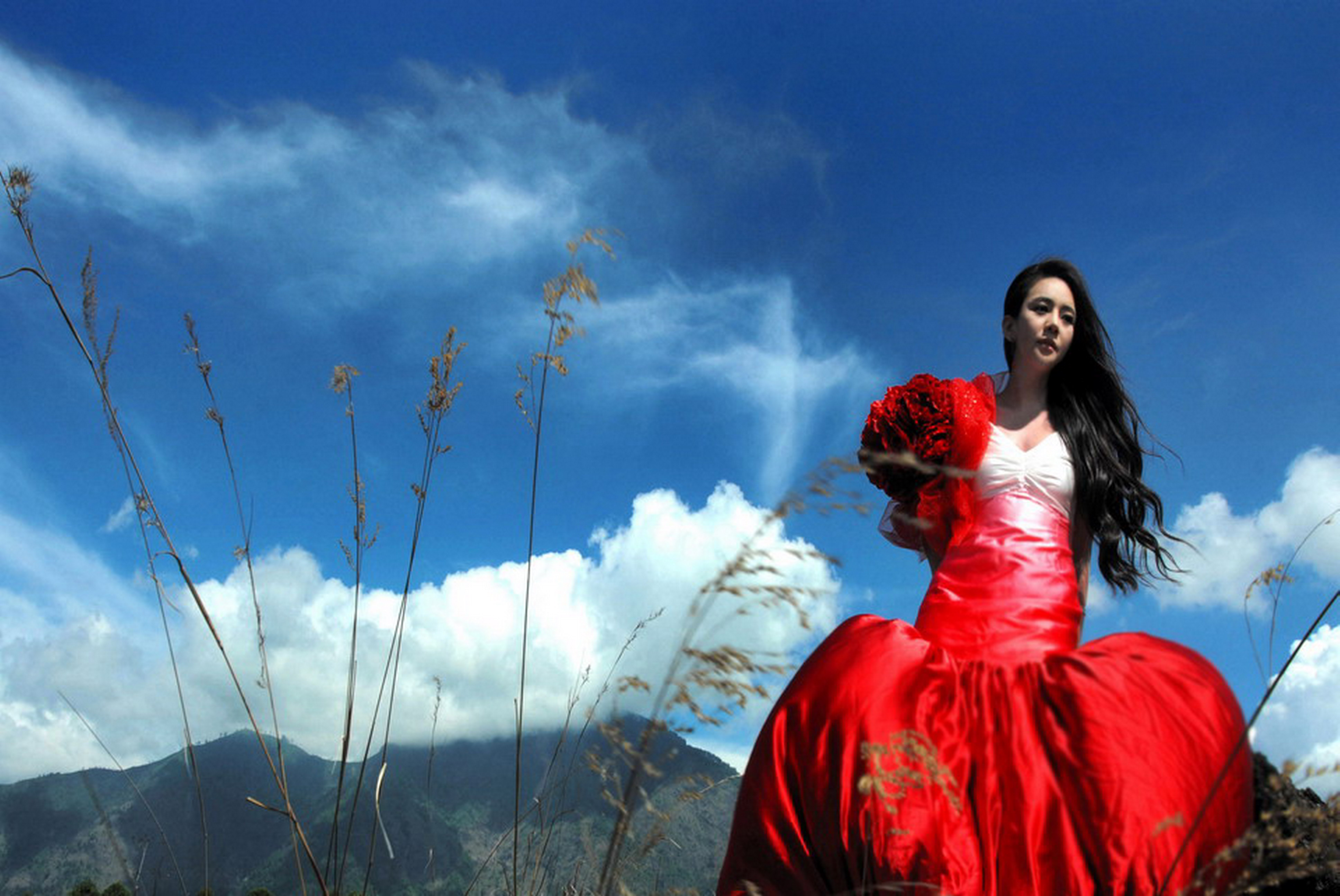
하수빈 3집 이미지

## 소속
- La Stella Entertainment 대표경영자
- PT.La Stella Bali

## 어린 시절부터 소녀기
하수빈 (河琇彬, Lisa Ha, 1973년 5월 3일 ~ )은 정종 문종때 문신을 역임했던 시조 하진의 뿌리를 둔 진주 하씨 친가와 태종 이방원 세종대왕의 후손인 전주 이씨 외가 사이에서 막내로 태어났다. 본적은 서울시 강남구 역삼동이다.
어릴적 부터 무척 여리고 내성적이며 또한 몸이 약해 잦은 잔병 치레를 했었다고 한다. 담임 선생님보다 오히려 의사 선생님과 더 많은 대화를 나눴었고 따뜻한 추억도 많았다. 어릴적 꿈은 커서 훌륭한 의사 또는 피아니스트가 되고 싶었다. 이렇게 몸이 자주 아파 학교 출석을 다 하지 못하는 등 결석이 빈번해지자, 학자 집안 배경이었던 어머니의 특별 교육 법, 가르침은 그녀 학업 성적에 큰 영향을 주었다. 전 과목 all 수, 100점 등 결석 일수와 학업 성적은 오히려 반비례 하여, 세상 가장 훌륭한 선생님은 바로 어머니였던 것이다. 그녀는 하수빈의 정서적 성장도 고려해 동요뿐 아니라 3살 4살때부터 클래식, 팝송 등을 듣기 시작했다고.. 그녀의 영상 시집 《La Stella... 그리움은 아름다운 별이 되어》 의 《아지랑이 빛 코끼리》에도, 4살 적 기억 비틀즈에 관한 에피소드가 등장한다.
5살  때 처음 피아노를 시작했던 그녀는 피아노가 마치 소중한 친구와 같은 존재 였었다. 그 후 콩쿨 대회, 정례 연주회 등에 참여하며 Frederic Chopin,  J.S Bach, Debussy 작품 등을 연주 했었다. 13살 즈음 16마디 3박자 왈츠곡 <하늘>을  처음으로 작곡했고, 이 곡은 약간의  마이너성 코드가  있었던 기억으로 아마도 사춘기가 시작되려 했었다고.. 남달리 청음 능력도 우수하여 듣고 바로 악보를 그리거나 또는 듣고 바로 연주를 하는 등 바이올린 또한 재능이 많았다고 한다. 또한 사춘기 소녀기 즈음, 글 쓰는걸 좋아해 창작 소설, 에세이, 일기 등을 많이 썼다. 비교적 음악적 감수성이 깊은 문학 소녀로 성장했던 것이다.
신체적 특징은 어린시절 왼손잡이, 현재는 양손잡이에 왼발잡이, 허리가 얇고 발이 작으며 팔, 다리, 목이 긴 체형이다. 특기는 유화 그리기, 피아노 바이올린 연주, 혈액형은 A형, 성격은 내성적이며 주관이 뚜렷한 편이다.
중학교 고등학교 모두 기독교 천주교 미션 스쿨을 다녔고, 재학 시기에 방송반 특별 활동으로 특히 성경 수업때 전교생 앞에서 책과 시를 낭독 하는 등 아나운서의 역할을 했었다고 한다. 이때부터 방송과 친밀한 환경에 놓여진 계기가 되었다.
계성여고 재학 시절 잠시 CF모델로 활동하는 동안 미국 팝 싱어송라이터 토미 페이지《Tommy Page》를 처음 만나게 된다. 당시 미주뿐 아니라 아시아 대륙에서도 엄청난 인기의 토미 페이지였다. 그는 한국인의 피가 흐르고 있었고, 특히 한국과 인연이 많았다. 또한 80년 후반에서 90년대엔 어마어마한 미국 보이 그룹, 토미 페이지와 절친이기도 했던, 해서 함께 음악도 만들고, 백 보컬도 참여했던 전설의 《뉴키즈온더블록》New Kids On The Block 이라는 그룹도 잊을 수가 없다. 이것은 훗 날 하수빈이 보이 그룹 프로듀싱을 하게되는 결정적 계기가 된다.
어린 소녀였던 하수빈을 토미페이지는 모델이 아닌 가수의 길, 뮤지션으로의 길로 처음 이끌어 준 인물이다. 사춘기 소녀였던 그녀를 보고 리사Lisa 라는 이름까지 다정하게 만들어 주었던 일화가 있다. 그녀를 " Lisa... my little baby" 라고 표현 했었다. 세계적인 가수가 되라며 지어진 이름이다. 그는 엘비스 프레슬리의 젊은 시절 모습과도 많이 닮아 있었다. 데뷔 시절 《리틀 엘비스 프레슬리》라고 불리우던 토미 페이지는 엘비스의 딸이었던 리사 마리 프레슬리를 떠올리며 남성들에게 보호 본능, 부성 본능을 자극하던 여린 하수빈을 보고 마치 가족과 같은, 그런 친밀감을 느꼈던게 아닐까 이름 지은 배경으로 생각해 본다.
드디어 1992년 하수빈의 1집 앨범 Lisa in Love 출시하게 되었다. 그녀를 위해 본인의 자작곡 I`m Falling in Love 을 레코딩하게 도와주었고, 서로의 뮤직 비디오에 출연 할 것을 약속 했었다고... 처음 그녀에게 전달된 데모 CD에는 20여 곡의 토미 페이지 자작곡이 어쿠스틱 버전으로 들어 있었고 함께 셀렉하는 것이었다. I`m Falling in Love 외에도 I'm Always Dreaming of You 등 다수의 곡이 포함, Arrange는 다이안 워렌 Diane Warren이 참여될 예정이었다.
이처럼 90년대엔 세계 음악시장으로의 더욱 폭 넓은 도전이 활발히 있어왔다. 좋은 예로, 이미 앞서 언급한 토미 페이지 절친이기도한 그룹 뉴키즈온더블록 New Kids On The Block의 도니월버그 Donnie Wahlberg 와 일본 J POP의 전설 마츠다세이코 Seiko Matsuda의  The Right Combination 이 duet 곡 형식으로 발표되어 이미 미주, 아시아 대륙에서 큰 이슈가 된 사례가 있었다. 이것은 곧 미국, 일본 각각의 나라에서 큰 팬덤을 갖었던 마츠다세이코의 성공적인 미국 데뷰를 갖게 했다. 또한 뉴키즈온더블록의 아시안 팬 층이 더욱 거대하게 두텁게된 결과를 남겼다. 이처럼 토미페이지와 수빈의 duet 곡도 이런 흐름의 좋은 기획이었음에 틀림 없다.
하수빈의 데뷰가 실은, 1992년이 아닌 레코딩 마무리 시기였던 91년 여고 재학시절 18살 때였다고 한다. 하지만 재학 중이던 학교는 방송 데뷔 또는 상업적 촬영 등이 쉽게 허락되는 학교가 아닌, 다소 엄격한 캐톨릭 미션 스쿨이어서 데뷔 시기가 그만 늦춰지게 된 거라고 한다. 그녀가 서울 예술대학교 1학년이 된, 19세에 정식 데뷔를 하게 된 것이다.
만약 계성여고 재학 시절 방송 데뷔가 허락 되었다면, 더 어린 시절의 하수빈을 우린 만났을 테고, 또한 토미 페이지와 약속했던 서로의 뮤직 비디오 출연을 진행 했을 것이다. 이를 계기로 다음 학교부터는 종교적 색채의 미션 스쿨보단, 예술 학교에 진학하고 싶었다고 그런 계기가 된 이유라고 한다. 어린 소녀였던 그녀는 해외 촬영의 이유로 결석이나 조퇴가 어려워, 함께 뮤직 비디오 출연 약속은 그만 홍콩 스타 엽청문과 이루어진 계기가 되었다. 좀 더 촬영의 시간적 여건이 좋았더라면 어땠을까? 고3 입시생이었던 하수빈에겐 어려움이 있었을 것으로 예측되는 부분이다. 하수빈 데뷰 기사엔 토미페이지와 함께 뮤직 비디오 촬영과 세계 음악시장 도전이라는 문구가 있다. 정겨운 1992년도 rare한 소중한 자료이며 또한 그녀의 역사이다.

## MUSIC

### 정규 앨범

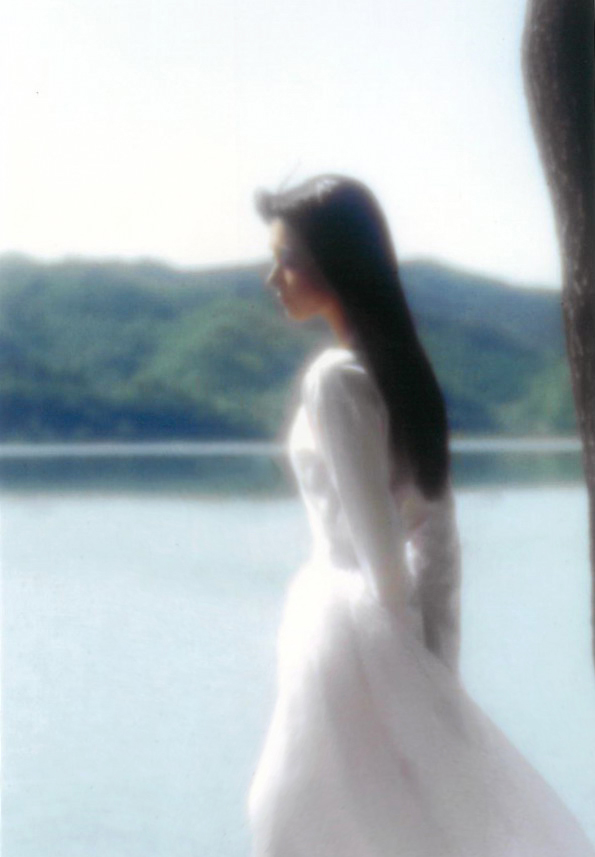
하수빈 1집 이미지 1

- 1집 《Lisa in Love》(1992년)

- 예민, 토미 페이지 Tommy Page, 심상원, 김형석 등의 뮤지션이 참여된 하수빈의 데뷰 앨범으로, 데뷰곡은 작곡가 겸 프로듀서 예민의 발라드곡〈더 이상 내게 아픔을 남기지마〉, 스위트 팝 댄스곡〈NoNoNoNoNo〉, Tommy Page의 곡 〈I'm Falling In Love〉이다. I'm Falling In Love은 하수빈이 17세에 미국 POP Singersongwriter 토미페이지 Tommy Page로부터 아시아 스타 첫 예로 받은 곡으로 알려져 있으며 또한 <Lisa:리사> 라는 이름을 선물 받았다.

데뷰 후, 토미 페이지는 방송 홍보 기간 중 KBS 쇼 프로그램에 출연한 하수빈을 위해 미국에서 귀국, 바로 그녀에게 선물한 곡 설명과 리사라고 부른다는 일화 등을 소개했다. 그녀의 첫 방송 데뷰는 8월 1일 MBC 여름 특집 생방송 토요일 토요일은 즐거워였다. 그 후 방송 2회 전파 후, 그 당시 여가수들에게 흔치 않은 초 스피드 음반 판매량 10만장을 기록했다. 이것은 여가수 단기 판매량 기록이기도 했다. 10대 소년들의 절대적인 지지를 받았고 바로 팬 클럽 《숙녀리사 Lady Lisa 1992》가 만들어진 배경이다. 특히 발라드〈너는 나의 사랑의 이름〉은 하수빈이 17세에 만든 자작곡으로 정규앨범에 실은 첫 타이틀이다.
1. 더 이상 내게 아픔을 남기지마
2. 노노노노노
3. 너는 나의 사랑의 이름
4. 햇살과 같은 그대의 미소
5. I'm Falling In Love
6. 잊혀져 가는 건
7. 아름다운 너
8. 사랑의 왈츠

- 2집 《The Heart of...》(1993년)

- 유정연, 윤상, 예민, 김형석 등의 뮤지션등이 참여된 Naturalism 유럽 팝 스타일의 음악들로 구성된 앨범이다. 해외 로케 뮤직비디오 및 영상집이 수록 되었고 대표곡은〈그대 나를 떠나가나요〉,〈처음 사랑 이야기〉,〈나〉가 있다. 앨범 대부분곡의 작사를 담당, 새로운 음악적 구성요소를 취한 왈츠곡〈마지막 소녀기〉는 하수빈의 10대 소녀기를 회고하며 만든 자작곡으로, 곧 20세 성년식을 맞는 축하의미로 발표되었다. 영상집은 사진 작가 김중만의 작품이었고, 전혀 인공적이지 않은 무척이나 내츄럴한 모두 노 메이크업으로 시도한 것이었다고 한다. 하수빈의 소녀에서 여인으로의 성장을 담고 있다.

1. 그대 나를 떠나가나요
2. 그대 눈에 젖은 나
3. 날 잊어야 해
4. 마지막 소녀기 (별. 소녀)
5. 나
6. 처음 사랑 이야기
7. 날 대신하기에 충분한 그대
8. 그대 나를 떠나가나요 (Remix)

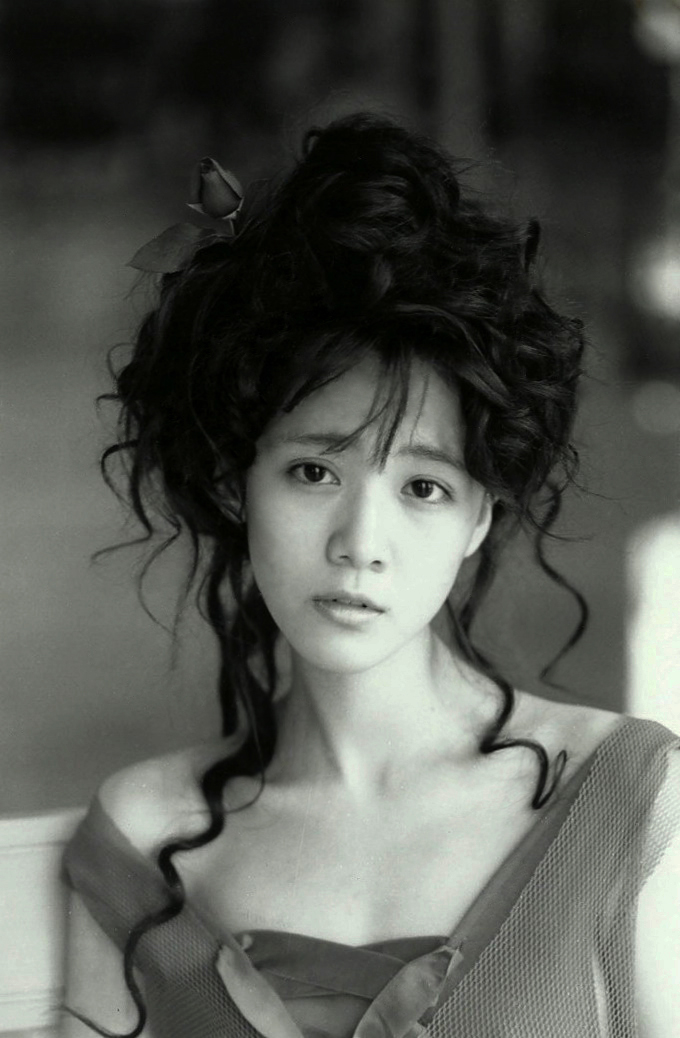
하수빈 2집 이미지 1

- 3집 《The Persistence Of Memory》(2010년)

- 하수빈의 아티스트로의 성장과 변모로 이끈 《The Persistence Of Memory - 추억의 지속》...그녀의 감성 판타지, 영혼의 음악 세계를 표현하고 있다. 삶의 여정, 사랑, 평화 그리고 오랜 그리움의 정서를 영상미학적 음향(Cinematic Sound), 섬세한 문학적 언어와 감성적 음악으로 조각함이 무척 인상적이다. 이 앨범은 기획 단계부터 한국 미국 영국 등 국내외 최고 뮤지션들이 대거 참여하여 완성된 수작(秀作)으로 오랫동안 기억될 앨범으로 알려졌다. 그녀는 전 곡을 직접 프로듀스, 작곡, 작사, 연주해 싱어송라이터로의 역량을 표현하고 있으며, 특히 스티비 원더의 기타리스트이자 머라이어 캐리. 제니퍼 로페즈. 마돈나 등 수없이 많은 세계적 뮤지션들의 명반에 연주 기록이 있는 미국 기타리스트 모리스 오코너 Morris O`Connor가 그녀의 새 음악에 참여됨이 큰 이슈가 되고 있다.

애틋한 그리움과 깊은 사랑을 표현한 헌정 음악으로, 물리적 거리, 시간과 공간, 삶의 방식도
뛰어 넘을 수 있는 음악적 환경 속에서 열정과 정성을 다한 앨범으로 알려졌다. 그녀의 내
면적 감성은 매우 회화적이다. 그 감성과 자연 생태에 근접한 아름답고 신비로운 소리의 결을
찾고 추구했으며 회화적인 사운드로 채색했다. 스페인 화가 살바도르 달리의 The
Persistence of Memory 와 동명 타이틀을 취한 이번 앨범은 그의 회화, 전위적 예술이 그녀의 음악에 큰 영감을 주었다는 것을 나타내고 있다. 그녀는 음악적 공간감을 표현하기 위해 마치 시간을 정복하고 지배하는 듯한 느낌을 표현하고 싶었다고 한다.
원대한 바다... 마치 신비로운 미지의 세계를 그려내 듯 하늘, 바다, 별, 태양, 바람, 비, 구
름, 중력, 꽃, 숲, 호수, 파도, 피아노... 이 모든 것을 추억이라는 모태로 형상화했으며, 자연 그 생태와 환경에 근접한 감상들을 아름다운 영상미학적 음향으로 추구하고 있는 것이다.
고뇌에 찬 긴 휴식 이후 만나게 된 그녀의 음악 세계는, 그녀의 삶이 고스란히 투영 된 듯, 더
깊은 음악적 성장과 감성적 충만의 감동을 선사 하고 있다. 대표곡은 《Island (내 그리
운 나라)》,《Memories》, 《아이리스 정원》등이다.
1. Island (내 그리운 나라)
2. Memories
3. A Lovely Day
4. 아이리스 정원
5. 노르웨이 숲
6. 파리엔 비가 와요
7. La stella
8. 카사블랑카
9. Lake Louise
10. 고백
11. 사랑한 후에
12. 여름 방학
13. The Winner

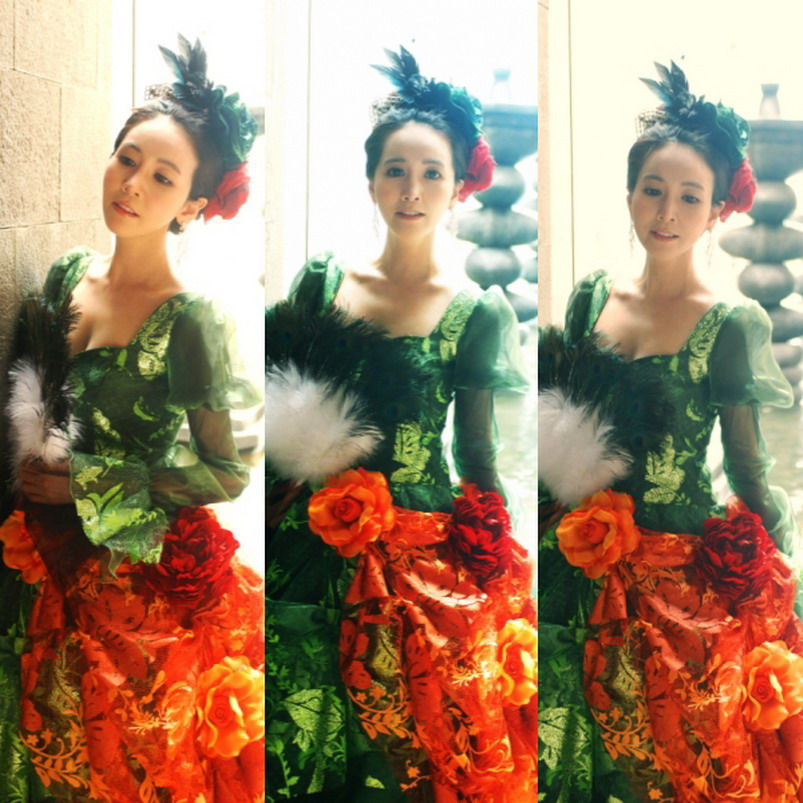
하수빈 3집 이미지 2

14. Sky Walker (Dedicated To My Fans)
15. Happy Birthday
16. OIA

### Produce 참여 앨범
- M.Street 1집 《Boy's story in the city》— 제작 Agency, CoProducer (2003년)
- SBS 드라마 《매직》OST — CoProducer (2004년)
- KBS 2TV 드라마 《미안하다 사랑한다》OST — CoProducer (2004년)
- Beyond 1집 《Sailing》 — 제작 Agency, Produce (2005년)
- 《영화같은 음악의 시작》 — 제작 Agency, Produce (2006년)
- Mr. mimi 싱글앨범 《우리 결혼해》 — 제작 Agency, Produce (2006년)
- Beyond 싱글앨범 《얼마나》 — 제작 Agency, Produce (2007년)
- 싱글앨범 《안녕》— 제작 Agency, Produce (2007년)

### OST
- SBS 드라마 《사랑의 향기》(1994년)
- KBS 드라마 《미안하다 사랑한다》(2004년)
- SBS 드라마 《매직》(2004년)

## 드라마
- MBC 드라마 《우리들의 천국》출연 (1993년)

## 문학
- 뉴에이지 영상시집 << La Stella... 그리움은 아름다운 별이 되어... >> (2010년)

싱어송라이터 하수빈의 또 다른 예술 세계... 그녀의 감성적 문학 세계... 풍경화 같은 영상 속 자연이 주는 감동과 그녀의 오랜 여정을 담고 있는 사랑과 평화, 그리고 긴 그리움... 추억의 항해를 확인해 볼 수 있다.
그녀의 내면적 감성은 매우 회화적이다. 노르웨이 숲, 그 끝없는 광활함이나 눈이 시리도록 맑고 깨끗한 캐나다의 호수, 신비로운 사막에서 오아시스를 만나 듯 생명력을 품고있는 자연의 신비스러움에서 많은 시적 영감을 얻었다. 영상미학적 Cinematic 한 내면적 성찰을 섬세한 문학적 언어로 표현함이 무척 인상적이다. 영혼마저 깨끗한 차가울 만큼 맑고 투명한 마치 하얀 눈꽃이 필 것 같은 눈 덮인 겨울 호수, 비오는 파리의 세느 강변을 거닐 듯 아련한 애수를, 그런 삶의 여정을 아름답게 표현해 가는 감성을 엿볼 수 있다.
인상주의 작곡가 드뷔시를 좋아했고, 알퐁스 도테의 별을 읽고 난 후의 느낌처럼 깨끗하고 맑고 애잔한 감동을 또한 오래전 고성의 안개처럼 정서적 촉촉함을 전해줄 것이다. 이제 음악, 건축 조형, 디자인, 문학에 이르기까지 더욱 다양한 예술적 재능의 그녀를 확인할 수 있어 대중들은 더없이 반가움을 표현한다. 프로듀서, 작곡 작사가, 해외건축디자인, 조형장식미술가의 삶을 살아가고 있는 그녀... 그동안의 삶이 그대로 투영된 듯, 또 앞으로 다가올 미래에 대한 기대와 확신이 고스란히 담겨져 있는 이 영상 시집은 지나왔던 시간과 그녀의 감성을 이해하기 위한 그 무엇보다 소중한 가치를 지니고 있다고 말할 수 있다.

I. The Dawning
1. 그대를 추억하다
2. 새 벽
3. A rainy day in Paris (파리엔 비가 와요)
4. Oasis
5. 기 도
6. Memories
7. 추억 살이
8. 여전히 손이 차요
9. 한 걸음 더 빠른 길
10. Sky Walker (Dedicated to my fans )
11. 일상엔 이별이 없다
12. 삶 속에서
13. La Stella
14. 후 (後)
15. Gravity

II. Through all Eternity
1. 4月의 은파 (銀波)
2. Through all Eternity
3. 우유 빛 추억
4. Angel
5. 감 동
6. Summer Vacation
7. Happy Birthday
8. Iris Garden
9. 엄마를 닮은 바다
10. 사랑한 후에
11. 날 대신 하기에 충분한 그대
12. 카사블랑카 (웅대한 사랑)
13. 침묵으로 고백하기
14. 8月부터 8月까지의 꽃과 꽃씨
15. Mannequin

III. Lake Louise
1. 고 백
2. 노르웨이 숲
3. 나
4. 무인(無人)의 산책
5. 9月의 비
6. 아지랑이 빛 코끼리
7. 제 가슴은 여러분의 사랑으로 ( A Letter from Canada )
8. Love in October
9. 달라져 가요
10. 기다림의 정원
11. 별이 된 새
12. 그리움을 숨겨둘게
13. 사랑은 생명이었음을
14. Lake Louise
15. 정말 안녕

VI. The Persistence of Memory
1. 안개 속 하루의 풍경
2. X-MAS Night
3. 1月의 戀
4. 만남 그리고 10년간의 이별 I really appreciate your love
5. 헤어짐은 없어
6. Victoria 에서
7. 쉼
8. 날 향해 있던 너
9. Saint Lawrence (한국의 달빛을 닮은 하루)
10. The Persistence of Memory
11. 추억은 안개 빛으로
12. 어느 고독이 깊은 날에
13. Childhood Remembered
14. 사랑은 위대하다
15. Island (내 그리운 나라)